# Jejomar Binay

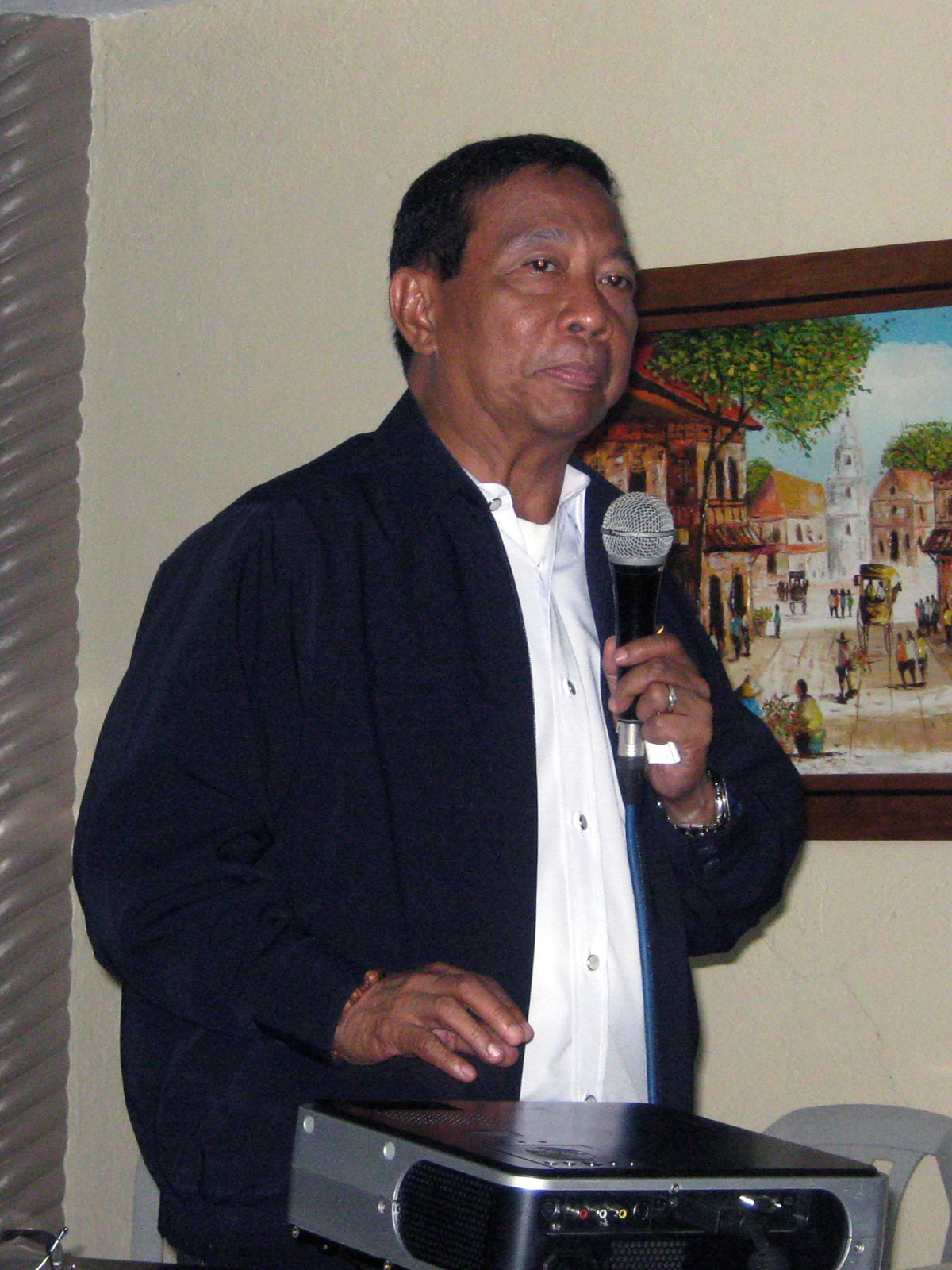
Jejomar Binay (2009)

Jejomar Cabauatan Binay (* 11. November 1942 in Paco, Manila) ist ein philippinischer Politiker der Partido Demokratiko Pilipino-Lakas ng Bayan. Er war langjähriger Bürgermeister von Makati City. Von 2010 bis 2016 war er Vizepräsident der Philippinen. Oftmals wird er auch Jojo Binay genannt.

## Biografie

### Studium und berufliche Tätigkeiten
Nach dem Besuch der Preparatory High School der University of the Philippines studierte er zunächst Politikwissenschaften und Rechtswissenschaft an der University of the Philippines (UP) und erwarb dort einen Bachelor of Arts (A.B. Political Science) sowie einen Bachelor of Laws (LL.B.). Anschließend absolvierte er zunächst ein Postgraduiertenstudium in Öffentlicher Verwaltung mit dem Schwerpunkt Kommunalverwaltung an der UP und schloss dieses mit einem Master of Arts (M.A. Public Administration (Local Government Management). Ein weiteres Postgraduiertenstudium der Rechtswissenschaft an der University of Santo Tomas beendete er mit einem Master of Laws (LL.M.). Nach einem Studium in Nationaler Sicherheitsverwaltung am National Defense College of the Philippines erwarb er einen M.A. National Security Administration mit Auszeichnung. Schließlich studierte er noch Management an der Philippine Christian University und schloss dieses wiederum mit dem akademischen Grad eines M.A. Management ab.
Nach seiner Zulassung als Rechtsanwalt war er als Anwalt tätig. Daneben war er auch einige Zeit als Lecturer und Professor für Rechtswissenschaft am Philippine College of Commerce, an der Philippine Women’s University, am St. Scholastica’s College sowie am National Defense College tätig.

### Bürgermeister von Makati
Nach dem Sturz von Präsident Ferdinand Marcos im Februar 1986 begann er sich in der Politik zu engagieren und wurde als Vertreter der LABAN erstmals zum Bürgermeister von Makati City gewählt. Dieses Amt bekleidete er bis November 1987. Während seiner Amtszeit war er außerdem von März bis November 1987 Vorsitzender der Kommission für Metro Manila (Metropolitan Manila Commission), zwischen Mai und November Direktor des Wasserwerk- und des Abwassersystems von Metromanila (Metropolitan Waterworks and Sewerage System), von Juni bis November 1987 Direktor der Behörde für leichten Schienenverkehr (Light Railway Transit Authority) sowie der Entwicklungsbehörde für den Laguna Lake (Laguna Lake Development Authority). Später war er Präsident der Partidong Demokratiko Pilipino-Laban (PDP-Laban).
Von Juli 1990 bis August 1991 war er wiederum Direktor des Wasserwerk- und Abwassersystems von Metromanila. Zwischen Februar 1996 und Juni 1998 war er erneut Direktor der Behörde für leichten Schienenverkehr.
2001 wurde er wieder zum Bürgermeister von Makati City gewählt und bekleidete dieses Amt bis Juni 2010.
Daneben engagierte er sich in zahlreichen gesellschaftspolitischen und sozialen Organisationen und war unter anderem Präsident der Pfadfinder (Boy Scouts of the Philippines), Präsident der Liga der Bürgermeister von Metro Manila (Metro Manila Mayors’ League), Mitglied des Gremiums der Treuhänder der Stiftung der Jeepney-Fahrer (Jeepney Drivers’ Foundation, Inc.) sowie Mitglied des Lions-Club und Rotary-Club von Makati.

### Wahl zum Vizepräsidenten 2010
Bei der Wahl vom 10. Mai 2010 war er Mitbewerber des früheren Präsidenten und Präsidentschaftskandidaten der Pwersa ng Masang Pilipino Joseph Estrada für das Amt des Vizepräsidenten und als Kandidat der Partido Demokratiko Pilipino-Lakas ng Bayan dessen Running Mate. Dabei gewann er gegen den Kandidaten der Liberalen Partei und Vizepräsidentschaftskandidaten von Benigno Aquino III., Senator Mar Roxas. Während Roxas 13.918.490 der Wählerstimmen (39,58 Prozent) erhielt, erreichte Binay 14.645.574 (41,65 %).
Damit wurde Jejomar Binay zum Vizepräsidenten der Philippinen gewählt und trat sein Amt nach der Vereidigung von Präsident Aquino am 30. Juni 2010 an. Seine Amtszeit endete 2016. Bei der Senatswahl 2022 bewarb sich Binay um einen Sitz im Senat, scheiterte mit 23,80 % der Stimmen aber daran gewählt zu werden.